# Шуйостров
Шу́йо́стров — необитаемый остров в Онежском заливе Белого моря. Административно относится к Беломорскому району Карелии.

## Расположение
Остров расположен в северо-западной части Онежской губы и вплотную прилегает к Поморскому берегу Карелии в районе губы Югра, юго-восточнее устья Шуи. От материковой Карелии Шуйостров отделён узким (около 250 метров) проливом Сирокская Салма.
Вокруг Шуйострова лежит большое количество островков меньшей формы. От его восточного окончания и на север располагаются острова архипелага Кемские шхеры, ближайшие из них — Комариха, Еловцы, Зяблалуда, Тремычелка, Равлуда и острова Долгие Луды, к югу от Шуйстрова лежат острова — Городок, Медвежий, острова Сосновцы и Жерновцы, к северу — острова Берёзовая Лудушка, Едостров, Большой и Малый Либуев, а к западу — между Шуйостровом и материком, за узкой протокой — остров Салмский.
Остров омывается с северо-запада — губой Югра, с севера — губой Шуерецкой, с востока и юга — Онежской губой.

## Описание
Вместе с Мягостровом Шуйостров является крупнейшим островом Онежского залива. Он имеет вытянутую от берегов Карелии на северо-восток неровную форму длиной около 10 километров и шириной до 5 километров в широкой средней части (от мыса Еловский до мыса Петро-Корга). Самая восточная точка острова — мыс Буй-Наволок.
Рельеф и растительность острова сходна с таковой в близлежащих участках материковой Карелии. Большую его часть занимают невысокие сопки высотой от 12 до 35,2 метров. Сопки покрыты смешанным елово-берёзовым и хвойным сосново-еловым лесами. Высота деревьев — до 20 метров, среднее расстояние между деревьями — 3-4 метра. Значительная территория Шуйострова покрыта участками болот.
Фауна острова также схожа с фауной всего Поморского берега с некоторыми отличиями: например, популяция бурого медведя значительно выше материковой.
Берега острова неровные, с большим количеством заливов, в число которых входят губы Таргиба и Тонская. Со всех сторон Шуйостров окружён участками песчаных отмелей, глубина у его берегов не превышает 0,4-3,5 метров. Средняя величина прилива — 1,4 метра.
Населённых пунктов на Шуйострове нет. Весь он, а также ближайшие острова Сосновцы, Кентовый, Варба-луды, Рав-Луда, Голомянная Долгая Луда, Еловцы, Шалиха и несколько близлежащих безымянных островов, участок Поморского берега до устья Корче-ручья и 200-метровая зона акватории всех вышеуказанных островов входят в состав Шуйостровского заказника, образованного 2 ноября 1973 года.